# Balad
För andra betydelser, se Balad (olika betydelser).
Balad (בָּלַ"ד) är ett politiskt parti i Israel, som representerar den arabiska minoriteten i landet. I valet 2022 fick det inga platser i det israeliska parlamentet Knesset.
Partinamnet är en hebreisk förkortning för Brit Leumit Demokrati (Nationaldemokratisk Samling). På arabiska betyder Balad (بلد) "land".
Partiledare sedan 2021 är Sami Abu Shehadeh.